# 영진항
영진항(領津港, Yeongjinhang Harbor)은 강원특별자치도 강릉시 연곡면 영진리에 있는 어항이다. 1972년 5월 4일 지방어항으로 지정하여 관리하고 있다. 시설관리자는 강릉시장이다.

## 어항 연혁
영진마을은 연어가 회귀하고 향 좋은 은어가 많이 잡히는 연곡천 하류 북쪽에 있는 곳으로 '바다를 거느린다'는 의미를 가지고 있다.

## 어항 구역
영진항의 어항구역은 다음과 같다.
- 수역: 기존 방파제 시작부에서 북서측으로 50m 떨어진 육지부 지점(N37˚ 51´ 55.767˝, E128˚ 50´ 57.477˝, X:485,076.98, Y:186,486.732)에서 28°방향으로 130m지점(N37˚ 51´ 57.562˝, E128˚ 51´ 02.170˝, X:485,138.011, Y:186,601.515), 이점에서 321°방향으로300m지점(N37˚ 51´ 51.450˝, E128˚ 51´ 11.722˝, X:484949.215, Y:186,834.659), 이점에서 정남으로 150m지점(N37˚ 51´ 46.585˝, E128˚ 51´ 11.732˝, X:484,799.215, Y:186,834.659), 이점에서 정서로 육지측 지적경계선과 만나는 점을 순차적으로 연결한 선내의 수역
- 육역: 강릉시 연곡면 영진리 2-1 등 5필지 (세부내역은 생략)

## 입항 정보
목표물로는 동쪽으로 돌출된 영진단이 현저하다. 항내 수심은 1~3m, 저질은 모래와 바위가 대부분이며 물양장에 소형선의 접안이 가능하나 현재는 방파제와 물양장 연장공사로 어선들은 주문항을 이용하고 있다. 영진단의 해안 부근에는 암초가 분포하고 있다.

## 시설 현황
방파제와 물양장이 축조되어 있으며 급유는 수협 탱크로리, 급수는 자체 조달, 선박 수리는 주문진항의 수리시설을 이용하고, 폐유는 수집 보관한 다음 주문진항에 운반 처리한다.

## 교통 정보
영진항은 강릉시 연곡면 영진리에 위치하고 있으며, 소금강과 진고개 준령에서 흐르는 연곡천의 하류북쪽에 있다. 교통은 승용차로 강릉인터체인지에서 속초방향, 7번국도, 사천, 연곡의 순으로 이어진다.

## 어업 현황
60여 가구가 어업에 종사하고 있으며 어선 수는 약 35척에 이른다. 주 어종은 넙치, 가자미 등이며 그 외에 조개도 많다. 주요 어장인 연안어장의 해상거리는 1~5km 정도이며 10월부터 이듬해 2월까지는 넙치가, 2월부터 10월까지는 가자미가 많이 잡힌다. 3년에 한 번씩 음력 4월중 날을 택일하여 풍어제를 지낸다.

## 주변 관광
항구 바로 옆에 영진해수욕장이 있고 하천 건너편에 연곡해수욕장이 있어 피서 철에는 외지 피서객들이 많이 찾아온다. 또한 항구 서쪽 1km 야산에서 발견된 선사시대의 고분군이 문화재로 지정되어있어 가족단위 역사탐방의 좋은 장소가 되고 있다. 인근에 있는 주문진항은 육상으로 2~5km, 해상으로 2km 정도 떨어진 곳에 있다.